# Frente de Libertação da Terra
A Frente de Libertação da Terra (FLT) conhecida também por sua denominação anglófona Earth Liberation Front (ELF), ou "The Elves" (Os Élfos),  é uma organização libertária autônoma formado por indivíduos e coletivos anônimos espalhados por diversos países vinculados à proposta do ecologia profunda que, de acordo com seu órgão de imprensa, emprega "sabotagem econômica e táticas de guerrilha para acabar com a exploração e destruição do meio ambiente", tais técnicas são comumente conhecidas como ecossabotagem e pelo termo inglês monkeywrenching. 
Foi fundada no Reino Unido em 1992 e agora é um movimento internacional presente em aproximadamente 17 países. Foi classificado como "terror doméstico" pelo governo dos EUA. 
Técnicas envolvem destruição de propriedades, em locais em que os integrantes do movimento creem estar havendo abuso tanto ambiental quanto social. 
Essa organização é alvo de fervorosas críticas, especialmente devido a seu radicalismo. Em 2011 foi feito um documentário sobre a organização, ainda sem lançamento no Brasil, intitulado "If a tree falls: A story of the earth liberation front" (Se uma árvore cair: A história da Frente de Libertação da Terra, em tradução literal). O filme concorreu ao Oscar, porém não levou a estatueta.